# Colegiul Tehnic de Arhitectură și Lucrări Publice Ioan N. Socolescu
Colegiul Tehnic de Arhitectură și Lucrări Publice „Ioan N. Socolescu” din București, în calitate de instituție educațională, cu o istorie de 131 ani, are drept finalități amplificarea abilităților necesare valorificării culturale, integrarea socio-profesională a absolvenților și adoptarea unei atitudini democratice de către elevi.

## Istoric
Colegiul Tehnic de Arhitectură și Lucrări Publice „Ioan N. Socolescu” are la origine „Școala De Arte Și Meserii”, înființată la inițiativa arhitectului Ioan N. Socolescu în anul 1884 de către organizația non-profit S.U.C.R. (Societatea Unirea Constructorilor Români). Obiectivul principal al acestui demers a constat în formarea unor tehnicieni în domeniul construcțiilor și arhitecturii, care să construiască rațional și frumos, tradiție care continuă și astăzi. Pe lângă susținerea acordată, arh. Ioan N. Socolescu a proiectat prima clădire a școlii, realizată în 1888, pe terenul S.U.C.R. din B-dul Maria 24-28, din București. Școala a funcționat gratuit, susținută de fondurile S.U.C.R. și a pregătit fiii mesteșugarilor constructori români, astfel ca la absolvire, aceștia să poată lucra sub ordinele arhitecților, fie ca șefi de șantier, fie în calitate de desenatori în birouri sau funcționari în serviciile publice.

### Instituție de stat
În anul 1910, școala trece sub egida Ministerului Industriei și Comerțului, devenind astfel instituție de stat; în anul 1920, este preluată de Ministerul Muncii și Ocrotirii Sociale; după anul 1936, este preluată de Ministerul Educațiunii Naționale, când devine Liceul de Construcții Industriale și Civile, având și o secție postliceală de 2 ani, de antreprenori în construcții și extinzându-se, prin grija S.U.C.R., într-o clădire cu parter și patru etaje.
În anul 1948, în urma reformei comuniste a învățământului, se transformă în „Școala Medie Tehnică de Arhitectură”, fiind tutelată de Ministerul Lucrărilor Publice. În anul 1955, devine Școala Tehnică de Arhitectură și Construcția Orașelor (S.T.A.C.O.), cu durata cursurilor de trei ani.
Între anii 1955 și 1974, anul în care s-a aniversat un secol de existență, școala dăduse ramurii economice a construcțiilor circa 5500 de tehnicieni, dintre care unii au devenit ulterior, după absolvirea studiilor superioare de specialitate, arhitecți, ingineri sau artiști plastici.
După anul 1960, acestei școli postliceale i s-au adaugat și alte secții: construcții civile și industriale, topografie, devize și măsurători în construcții, instalații, sistematizare. Din anul 1964 este dotată de către forul său tutelar, Comitetul de Stat pentru Construcții, Arhitectură și Sistematizare, cu localul din Str. Occidentului nr.12, având cămin și cantină. În anul 1971, noul for tutelar, Comitetul cu Problemele Consiliilor Populare, dispune formarea  Grupului Școlar de Construcții, Arhitectură și Sistematizare, format din Școala Tehnică Postliceală de Arhitectură cu clase de arhitectură, decorațiuni interioare și mobilier, urbanism, topografie, gospodărie comunală și Liceul industrial de Arhitectură, până în 1975, când acesta din urmă, devine Liceul Industrial nr. 22, cu 2 clase de construcții, din care una de constructori structuristi, una de constructori finisori, o clasă de instalatori , o clasă de desenatori [desen tehnic] și o clasă de arhitectură.
În anul 1984, cadrele didactice de specialitate, arhitecți și ingineri, au fost transferate prin decret prezidential din Ministerul Învățământului la intreprinderi patronatoare, moment de mare răscruce în tradiția școlii;

### După anul 1989
În anul 1991, școala devine Grupul Școlar de Arhitectură și Sistematizare, funcționând cu trei clase de arhitectură, două clase de topografie, o clasă de constructori-finisori și o clasă de instalatori, cuprinse în învățământul liceal de stat, cursuri de zi și clase postliceale în regim particular, decorațiuni interioare, urbanism, restaurări de monumente și topografie.
În anul 2000, ca omagiu adus întemeietorului său, școala și-a luat numele de Grupul Școlar de Arhitectură și Lucrări Publice „Ion N. Socolescu”;
- în anul 2001 școala se transformă în Colegiul Tehnic de Arhitectură și Lucrări Publice „Ioan N. Socolescu”, asigurând pregătire de tip preuniversitar pentru trei specializări: arhitectură, lucrări publice și informatică.